# Hedemora SK
Le Hedemora SK est un club de hockey sur glace de Hedemora en Suède. Il évolue en Division 1, troisième échelon suédois.

## Historique
Le club a été créé en 1930.

## Palmarès
- Aucun titre.